# TV Zofingen
El Turnverein Zofingen es un club de balonmano de la ciudad suiza de Zofingen.

## Palmarés
- Liga de Suiza (2): 1978, 1983.[2]

## Personas destacadas
- Zlatko Portner : jugador de 1997 a 1999
- Soka Smitran : pichichi de 2014 con 165 goles
- Pascale Wyder : mejor jugador júnior mundial en 2014 y 2015